# Foreste decidue umide degli altopiani orientali
Le foreste decidue umide degli altopiani orientali sono un'ecoregione dell'ecozona indomalese, definita dal WWF, che si estende attraverso l'India centro-orientale (codice ecoregione: IM0111).

## Territorio

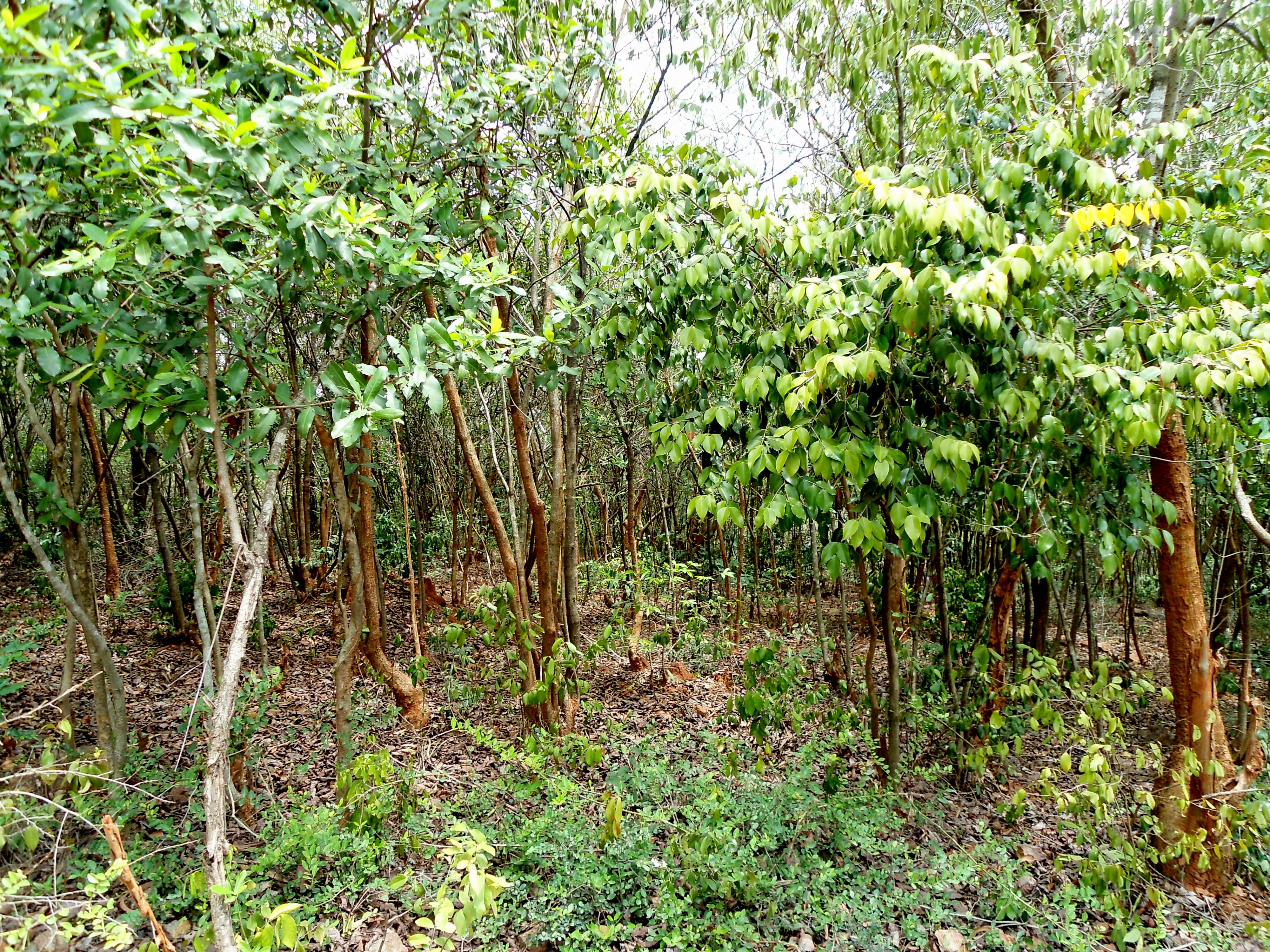
La foresta decidua dei Ghati orientali.

Le foreste decidue umide degli altopiani orientali si estendono dalla costa del golfo del Bengala nell'Andhra Pradesh settentrionale e nell'Orissa meridionale fino al versante orientale dei monti Satpura e alla valle del corso superiore del Narmada, attraverso il settore settentrionale dei Ghati orientali e quello nord-orientale dell'altopiano del Deccan.
Le foreste dell'ecoregione traggono sostentamento dai monsoni appartatori di pioggia provenienti dal golfo del Bengala, situato a sud-est. L'ecoregione è delimitata a nord e ad ovest da ecoregioni appartenenti al bioma della foresta arida di latifoglie tropicale e subtropicale, tra cui la foresta decidua secca dell'altopiano del Deccan centrale a sud-ovest e ad ovest, le foreste decidue secche della valle del Narmada a nord-ovest e le foreste decidue secche del Chhota-Nagpur a nord e a nord-est. La più arida ecoregione delle foreste decidue secche settentrionali, situata ad ovest dei Ghati orientali, è completamente circondata dalle foreste decidue umide degli altopiani orientali, all'ombra pluviometrica dei Ghati, che bloccano parzialmente i monsoni portatori di pioggia che spirano dal golfo del Bengala. L'ecoregione umida delle foreste semi-sempreverdi dell'Orissa si trova a nord-est, nei bassopiani costieri dell'Orissa.

## Flora
Le foreste dell'ecoregione sono dominate dagli alberi di sal (Shorea robusta), in associazione con  Dendrocalamus strictus, Phoenix acaulis, Syzygium spp., Themeda spp., Terminalia spp., Anogeissus spp., Pterocarpus spp., Madhuca spp. e Lagerstroemia spp. La flora dell'ecoregione presenta molte affinità con quella delle foreste umide dei Ghati occidentali e dell'Himalaya orientale.

## Fauna
Oltre ad una rara specie endemica, il pipistrello naso a foglia di Khajuria (Hipposideros durgadasi), tra i mammiferi dell'ecoregione figura una lunga lista di specie di grandi dimensioni, tra cui la tigre (Panthera tigris), l'orso labiato (Melursus ursinus), il cuon (Cuon alpinus), il gaur (Bos gaurus), l'antilope quadricorne (Tetracerus quadricornis), l'antilope cervicapra (Antilope cervicapra) e la gazzella indiana (Gazella bennettii). Nel Distretto di Bastar (Madhya Pradesh), è ancora presente una popolazione selvatica del raro bufalo indiano (Bubalus arnee). Tra le 313 specie di uccelli dell'ecoregione ve ne sono due in pericolo di estinzione: il bengalino verde (Amandava formosa) e l'aquila di mare di Pallas (Haliaeetus leucoryphus).

## Conservazione
Circa il 25% dell'ambiente originario è ancora intatto, in particolare in sacche di 5000 km² o più. 31 aree protette, per un totale di 13.500 km², preservano circa il 4% della superficie intatta dell'ecoregione. L'area protetta più estesa è il parco nazionale di Simlipal (2550 km²) nello stato dell'Orissa.